# Чорногорка (Казахстан)
Чорного́рка (каз. Черногорка) — село у складі Глибоківського району Східноказахстанської області Казахстану. Входить до складу Іртиського сільського округу.
Населення — 111 осіб (2021; 222 у 2009, 232 у 1999, 213 у 1989).
Національний склад станом на 1989 рік:
- росіяни — 100 %